# MTV Hits (Franciaország)
Az MTV Hits a Paramount Networks EMEAA tulajdonában lévő francia zenei csatorna, amely 2015. november 17-én indult.

## Története
Az MTV Base, MTV Pulse és az MTV Idol 2015. november 17-én egyesültek, helyüket az MTV Hits vette át. Ezzel egy időben a BET önálló csatornává vált, létrejött a My MTV, egy interaktív zenei csatorna, az MTV Rocks elhagyta a CanalSat-ot, míg a Numericable-n nem távolították el a kínálatból a következő csatornákat: Club MTV, VH1 és VH1 Classic.
Hetekig tartó tárgyalások után megállapodás született a Viacom és a Canal+ Group között, a Canal megtartotta kínálatában a BET, az MTV Hits és a J-One csatornákat.
2019. áprilisától az MTV Hits az összes SFR hálózaton (ADSL/FTTH/FTTB) elérhető.
2019. november 19-től a ViacomCBS International Media Networks France csatornái, köztük a J-One, a Nickelodeon és más MTV csatornák már az ADSL/Fiber szolgáltatók kínálatába is bekerültek, ami a Canal+ exkluzivitásának végét jelentette, például a Free 2019. november 19-én, a Molotov TV november 28-án, 2020. január 28-án a Bouygues Telecom és az Orange 2020. július 8-án.
2020. január 14-én a csatorna számozása megváltozott, és a 183-as csatornán volt a Canal+ kínálatában.
2021. október 8-án a csatorna megváltoztatta a logóját és megjelenését. Ugyanezen a napon 21 órakor exkluzív koncertet sugárzott Madonna Madame X Tour-járól, amelyet Lisszabonban rögzítettek.
Az MTV Hits 2022. április 20-án kikerült a Canal+ kínálatából.

## Logók
- 2015. november 17-től – 2017. április 30-ig használt logó
- 2017. május 1-től - 2021. október 7-ig használt logó
- 2021. október 8-tól – mostanáig

## Műsorok
Indulásakor átvette a korábbi csatornák műsorainak nagy részét, kezdetben En Mode Base, En Mode Pulse és En Mode Idol néven. Jelenleg a csatorna esténként és késő este zenével kapcsolatos valóságshow-kat és dokumentumfilmeket is sugároz.

### Zenei műsorok
- 10 meilleurs clips
  - 10 meilleurs clips electronic
  - 10 meilleurs clips France
  - 10 meilleurs clips pop
  - 10 meilleurs clips rap
  - 10 meilleurs clips USA
- Beats & Lyrics
- Club Party
- Hip-Hop My House
- Les 50 meilleurs clips
- Les papas du rock
- MTV Breakfast Club
- MTV Classics Only (Rap & R&B only)
- MTV Insomnia
- Music & News
- MTV World Stage
- My Life on MTV
- Rap Only

## Külső hivatkozások
- MTV Hits France - presentation, screenshots

## Fordítás
Ez a szócikk részben vagy egészben  a   MTV Hits (France) című angol Wikipédia-szócikk ezen változatának fordításán alapul.  Az eredeti cikk szerkesztőit annak laptörténete sorolja fel. Ez a jelzés csupán a megfogalmazás eredetét és a szerzői jogokat jelzi, nem szolgál a cikkben szereplő információk forrásmegjelöléseként.